# Тунгусско-Чунский район
Тунгусско-Чунский район — бывшие административно-территориальная единица и одноимённое муниципальное образование (до 2001 года) упразднённого Эвенкийского автономного округа Красноярского края России.
В настоящий момент — Тунгусско-Чунская группа поселений.
Соответствующая административно-территориальная единица упразднена 3 декабря в 2006 году.

## Расположение района
Тунгусско-Чунский район Эвенкийского автономного округа был расположен в юго-восточной части округа.
Общая территория района составляла 111 600 км2. Протяжённость района с запада на восток — 340 километров, с севера на юг — 540 километров.
Изначально центром района был посёлок Стрелка-Чуня. Позже, в 1935 году, районный центр переместился в село Ванавара. Причиной тому послужила географическая удалённость Стрелки-Чуни от основной водной магистрали — Подкаменной Тунгуски, что затрудняло сообщение с другими населёнными пунктами района.
Кроме села Ванавара (648490), на территории района находились четыре населённых пункта (через тире почтовые индексы):
- посёлок Муторай — 648483
- посёлок Чемдальск — 648481
- посёлок Стрелка (Стрелка-Чуня) — 648482
- посёлок Оскоба — 648484

Расстояние от райцентра — села Ванавара — до названных посёлков от 160 до 200 километров.

## Территориальное устройство
Сельсоветы выделялись как единицы статистического подсчёта до 2002 года.
- Ванаварский сельсовет: село Ванавара и (до 1989 года) посёлок Оскоба.
- Муторайский сельсовет: посёлок Муторай.
- Оскобский сельсовет (с 1989 года): посёлок Оскоба.
- Чемдальский сельсовет: посёлок Чемдальск.
- Чунский сельсовет: посёлок Стрелка (Стрелка-Чуня).

В ОКАТО район и сельсоветы как объекты административно-территориального устройства выделялись до 2011 года.

## Экономика

### Ресурсы
Перспективы Тунгусско-Чунского района, как и других территорий Эвенкийского АО, во многом связаны с развитием добывающей промышленности — в недрах района имеются большие запасы нефти, газа и других полезных ископаемых.

### Промышленность
На месторождении «Пойгинское» работает частное предприятие «Таймура». Оно вот уже в течение 10 лет обеспечивает всю коммунальную энергетику района жидким топливом.

### Планы
В планах — строительство новой школы, больницы, завода по подготовке котельно-печного топлива. Завод рассчитан на переработку 20 тысяч тонн сырой нефти. Он будет производить дизельное топливо, бензин, котельно-печное топливо.
Возможно строительство и второй очереди завода для производства бензина-95, необходимого местной авиации.

## Образование и культура
На территории района имеются пять Домов культуры, районные (взрослая и детская) библиотеки и четыре сельских филиала. С 1973 года в Ванаваре работает школа искусств с музыкальным, художественным и декоративно-прикладным отделениями.

## Лечебные учреждения
На территории района имеются районная больница, поликлиника, четыре фельдшерско-акушерских пункта.

## Население
| 1939 | 1959 | 1970 | 1979 | 1989 | 2002 | 2010 |
| ---- | ---- | ---- | ---- | ---- | ---- | ---- |
| 1869 | 2229 | 2037 | 2547 | 6346 | 3705 | 3479 |

Население Тунгусско-Чунского района насчитывает 3735 жителей, из них 484 — представители коренных малочисленных народов Севера.